# Calea ferată îngustă Sibiu–Agnita(–Sighișoara)
Calea ferată îngustă Sibiu-Agnita(-Sighișoara) este o cale ferată cu ecartament de 760 mm care străbate Podișul Hârtibaciului pe teritoriul județului Sibiu, legând orașele Sibiu și Agnita, precum și comunitățile de pe traseu. Până în anul 1965 calea ferată lega mai departe Agnita de Sighișoara, urcând dealul Apoldului pentru a lega Podișul Hârtibaciului de cel al Târnavelor, însă politica regimului comunist de dezvoltare a transportului rutier a dus la desființarea acestei porțiuni, pentru a face loc noului drum județean pe versanții abrupți din apropierea Sighișoarei. Calea ferată este clasată ca monument istoric, cu codurile  SB-II-a-B-20923 în județul Sibiu (secțiunea Sibiu-Brădeni) și  MS-II-a-B-20924 în județul Mureș (secțiunea Brădeni-Sighișoara). În dialectul săsesc trenul care circula pe linia respectivă era numit Wusch.

## Istoric
O dată cu trasarea liniilor principale de cale ferată din Transilvania la sfârșitul secolului al XIX-lea, conducerea Imperiului Austro-Ungar a decis să încurajeze inițiativele private locale pentru construirea de linii secundare care să deservească principalele stații de pe liniile magistrale și care să ajute la dezvoltarea zonelor rurale, atât prin asigurarea transportului de călători, cât mai ales pentru transportul produsele agricole și forestiere.
Așadar, beneficiind de suportul financiar al guvernului de la Budapesta, prefectul Gábor Apor din Sighișoara decide să construiască o cale ferată care să lege Podișul Târnavelor de Podișul Hârtibaciului. Din cauza dificultății traseului dintre Sighișoara și Brădeni, care presupunea curbe foarte strânse și o declivitate crescută pentru traversarea dealului Apoldului, s-a ales ecartamentul îngust, standardizat în imperiu la 760 mm.
- 1895 - "Societatea Căilor Ferate Locale Sighișoara-Sibiu" - începe, la Sighișoara, construcția liniei și, în ciuda întârzierilor provocate de inundații, reușește la finele anului 1898 realizarea celor 48 de kilometri până la Agnita.

- 1910 - Linia va fi prelungită cu încă 62 km, până la Sibiu. Trenul va traversa orașul Agnita pe strada principală, împărțind-o cu autovehicule, trăsuri și pietoni. Tot atunci se va da în folosință, la insistența comunității locale, și ramura Cornățel-Vurpăr, adăugând încă 13 km la lungimea liniei, care cu un total de 123 km avea să devină după război cea mai lungă cale ferată îngustă din România.

- 1908 - compania feroviară de stat a Ungariei - MAV - preia operarea liniei, deși proprietarul rămâne SCFL.

- 1912 - se întocmesc planuri pentru extinderea liniei la sud de Agnita, către poligonul militar de la Cincu și mai departe peste râul Olt pentru a face joncțiunea cu calea ferată normală la Voila. Turbulențele premergătoare izbucnirii Primului Război Mondial au făcut ca această extindere să rămână doar la stadiul de plan.

- 1919 - o dată cu sfârșitul războiului și Unirea Transilvaniei cu România, operarea liniei va fi preluată de Căile Ferate Române, proprietar rămânând SCFL.

Harta căii ferate înguste Sibiu-Agnita(-Sighișoara)

- 1948 - întreaga cale ferată va fi cumpărată de Ministerul Lucrărilor Publice și SCFL se va dizolva.

- 1965 - linia dintre Sighișoara și Agnita a fost închisă și apoi demontată din cauza pantelor abrupte și a curbelor strânse, care o făceau dificil și scump de operat, viteza medie pe acest traseu fiind de 10 km/h. Marea parte a rambleului a fost apoi ocupat de drumul județean care lega Sighișoara de Agnita. Șinele au fost scoase și de pe străzile Agnitei, iar o nouă gară terminus a fost construită la 3 km în afara orașului, înspre Sibiu. Porțiunea de linie rămasă între Agnita și Sibiu, respectiv Cornățel-Vurpăr, a fost modernizată la standardele vremii, cu precădere pentru transportul de marfă. Dacă anii 1960 marchează un prim moment de vârf în ceea ce privește traficul liniei, prin transportul masiv de sfeclă de zahăr, anii 1980 îl marchează pe al doilea, prin transportul de material lemnos, cu precădere bușteni de stejar.

- 1997 - din cauza epuizării resurselor de material lemnos, dar și a crizei economice din anii 1990, linia secundară Cornățel-Vurpăr a fost închisă circulației și trecută în conservare.

- 1998 - o dată cu desprinderea CFR în mai multe companii, în vederea privatizării, administrarea liniei va fi preluată de SAAF - Societatea de Administrare Active Feroviare.

- 2001 - 1 septembrie marchează încetarea a 91 de ani de mocăniță pe valea Hârtibaciului, singura pereche de trenuri mixte pe zi fiind retrasă datorită lipsei fondurilor pentru întreținerea locomotivelor. A fost ultima cale ferată îngustă operată de CFR.

- 2003 - parcul rulant și o parte din clădiri vor fi preluate de SFT - Societatea Feroviară de Turism, societate desprinsă din SAAF și care avea ca scop valorificarea potențialului turistic al liniei. Zeci de vagoane de marfă și călători își găsesc sfârșitul sub flacăra de autogen, doar locomotivele și 6 vagoane de călători fiind păstrate pentru trenul turistic. De la Turda va fi adusă locomotiva cu aburi 764.052 funcțională, iar o locomotivă diesel va fi de asemenea recondiționată.

- 2008 - condițiile economice și diversele conduceri ale SFT aduc societatea în prag de faliment, năruind astfel speranța unui tren turistic pe valea Hârtibaciului. Toate locomotivele diesel, cu excepția celei recent recondiționate de SFT, vor fi valorificate ca fier vechi, una fiind salvată de la tăiere de către un investitor austriac. Tot sub flacăra de autogen au pierit și două vagoane de călători, restul de patru fiind salvate în ultima clipă de nou înființatul Consorțiu pentru Dezvoltare Intercomunitară Sibiu-Agnita, care preia sarcina SFT-ului de a introduce trenuri turistice pe această linie.

## Istoria tracțiunii
Secțiunea Sighișoara-Agnita a fost operată de 3 locomotive cu tender noi, seria 388, producție a fabricii de locomotive Wiener Neustadt, de la deschiderea circulației în 15 noiembrie 1896, până la închiderea liniei, la 1 iunie 1965. Puteau tracta 60 tone per tren de persoane, respectiv 180 tone per tren de marfă, la o viteză medie de 10 km/h. În anii 1950 au fost introduse și locomotive tender Reșița, seria 764.15x.
Pe secțiunea Agnita-Sibiu au fost operate trenuri mixte începând cu anul 1914, câte trei perechi pe zi în primii ani, între 1940 și 1960, respectiv între 1980 și 1990. Între 1990 și 1995 au circulat două perechi de trenuri pe zi, urmând ca din 1995 numărul acestora să scadă la doar o pereche de trenuri. Primele 5 locomotive care au asigurat tracțiunea pe această secțiune, seriile 389 și 399, erau similare cu cele 3 clasa 388 de pe secțiunea Sighișoara-Agnita, și au fost aduse de la minele de sare din județul Maramureș, respectiv calea ferată Teresva-Ust Corna, azi în Ucraina. Diverse alte locomotive tender produse de Maffei, Borsig Schwartzkopf, Budapesta și Reșița/23 August au fost aduse de la alte căi ferate înguste din țară pentru a ajuta micuțele de la Wiener Neustadt, iar în anii 1960 depoul Sibiu a primit 5 locomotive cu tender puternice produse de Uzinele 23 August, seria 764.20x, pentru tractarea trenurilor de marfă.
Tracțiunea diesel a fost introdusă la începutul anilor 1970, locomotivele cu aburi fiind treptat retrase din circulație. Cele mai norocoase și-au găsit în continuare rost pentru încălzirea garniturilor de călători pe timp de iarnă, sau chiar pentru trenuri turistice în anii 1990, altele au fost trimise la topit sau transferate altor căi ferate, cu precădere forestiere. În 1994 noul Muzeu al Locomotivelor cu Abur din Sibiu a preluat majoritatea celor trase pe linie moartă în depou, aici rămânând active doar 764.155 și 764.205, pentru tractarea trenurilor turistice.

## Prezent
Deși consorțiul încearcă diferite modalități de a găsi finanțare pentru refacerea tronsonului Sibiu-Agnita, deocamdată singurii care activează pe linie sunt tinerii voluntari de la asociația „Prietenii Mocăniței”. Aceștia încearcă să întrețină ceea ce a mai rămas din calea ferată, clădirile sale și materialul rulant, să prevină furturile și să refacă, cu încetul, ceea ce se poate reface fără investiții majore.
Cu ocazia centenarului căii ferate Sibiu-Agnita, pe 26 septembrie 2010, s-a reușit repunerea pe șine a unui tren, după 9 ani de la închiderea liniei. Astfel, o locomotivă împrumutată și un vagon de călători în curs de restaurare au circulat pe o distanță de aproape 2 km, din gara Agnita spre Sibiu, spre deliciul participanților și invitaților. Copiii s-au bucurat și de ciclodrezina „Prietenilor Mocăniței”.
Prezenți la sărbătorirea centenarului din 2010, un grup de pasionați feroviari britanici, implicați activ în restaurarea și operarea celor mai faimoase căi ferate înguste pe plan mondial - Welsh Highland Railway și Ffestiniog Railway din Țara Galilor, impresionați de entuziasmul și devotamentul tinerilor voluntari sibieni, au format Grupul Suporterilor din Marea Britanie a Căii Ferate Sibiu-Agnita (SARUK), o organizație non-profit având ca obiective principale promovarea proiectului, aportul de experiență și strângerea de finanțări.

## Viitor
Planurile pentru viitorul apropiat includ restaurarea tuturor celor patru vagoane aflate în proprietatea Consorțiului, precum și identificarea și restaurarea unei locomotive cu aburi, preferabil una dintre cele care au circulat în trecut pe această linie.
Cât privește activele statice, se dorește reabilitarea clădirilor din gara Agnita pentru a funcționa ca sediu al întregului proiect de restaurare, dar și construirea unui adăpost pentru materialul rulant, pe una din liniile gării din Agnita. Totodată se speră readucerea în parametri de funcționare a tot mai mulți kilometri de linie, în direcția Sibiu.
Pe termen lung este avută în vedere reabilitarea întregului traseu de cale ferată îngustă Sibiu-Agnita-Sighișoara, inclusiv a derivației Cornățel-Vurpăr, atât în scop turistic cât și pentru a asigura transportul regulat de călători, dacă va exista cerere.